# Siwan (Distrikt)
Der Distrikt Siwan (Hindi सीवान जिला, Urdu سیوان ضلع) ist ein Distrikt im indischen Bundesstaat Bihar. Sitz der Verwaltung ist die Stadt Siwan.

## Geographie
Der Distrikt Siwan liegt in der weiteren Ganges-Tiefebene ganz im Westen Bihars an der Grenze zu Uttar Pradesh. Die angrenzenden Distrikte sind Gopalganj im Norden, Saran im Südosten, sowie Deoria im Westen und Ballia im Südwesten (letztere beide in Uttar Pradesh). Das Terrain ist flach, ohne größere Erhebungen. Die südwestliche Distriktgrenze wird vom Fluss Ghaghara, einem linken Nebenfluss des Ganges gebildet, und das Distriktgebiet ist von zahlreichen Wasserläufen und Kanälen durchzogen.
Das Ortsklima entspricht einem subtropischen Monsunklima. Der Jahresniederschlag liegt bei etwa 1029 mm mit erheblicher Variation zwischen den Jahren. Annähernd 90 % davon fallen während der Zeit des Südwestmonsuns, die etwa von der dritten Juniwoche bis Ende September dauert. In den Wintermonaten liegen die Temperaturen zwischen 4 und 16 °C, während sie im Sommer (Mitte März bis Mitte Juni) bis auf 46 °C ansteigen können. Während der Regenzeit liegt die Temperatur bei 15 bis 35 °C.

## Geschichte
Seit dem 13. Jahrhundert befand sich die Region unter der Oberhoheit muslimischer Herrscher. Die ersten Europäer, die im Distrikt Handel betrieben, waren im 17. Jahrhundert Niederländer, später gefolgt von den Briten. Nach der Schlacht bei Buxar 1764 übernahm die Britische Ostindien-Kompanie nach und nach die Kontrolle über das Gebiet Siwans. Später wurde dieses administrativ Teil des Distrikts Saran. Nach der Unabhängigkeit Indiens  1947 kam der Distrikt Saran zum Bundesstaat Bihar. 1972 wurde Saran entsprechend seiner damaligen Subdivisionen Saran, Siwan und Gopalganj in die gleichnamigen drei Distrikte aufgeteilt.
In Siwan wurde Rajendra Prasad, der erste Staatspräsident des unabhängigen Indiens, geboren.

## Bevölkerung
Die Einwohnerzahl lag bei der Volkszählung 2011 bei 3.330.464. Die Bevölkerungswachstumsrate im Zeitraum von 2001 bis 2011 lag mit 22,70 % sehr hoch. Siwan hatte ein Geschlechterverhältnis von 988 Frauen pro 1000 Männer und damit einen leichten Männerüberschuss. Der Distrikt wies eine Alphabetisierungsrate von 69,45 % auf, was einer Steigerung um knapp 18 Prozentpunkte gegenüber dem Jahr 2001 entsprach. 81,4 % der Bevölkerung waren Hindus und 18,3 % Muslime. Im Distrikt ist die Sprache Bhojpuri verbreitet.
Lediglich 5,5 % der Bevölkerung lebten 2011 in Städten. Die größte Stadt war Siwan mit 135.066 Einwohnern.